# Leichtathletik-Europameisterschaften 1998/10.000 m der Männer

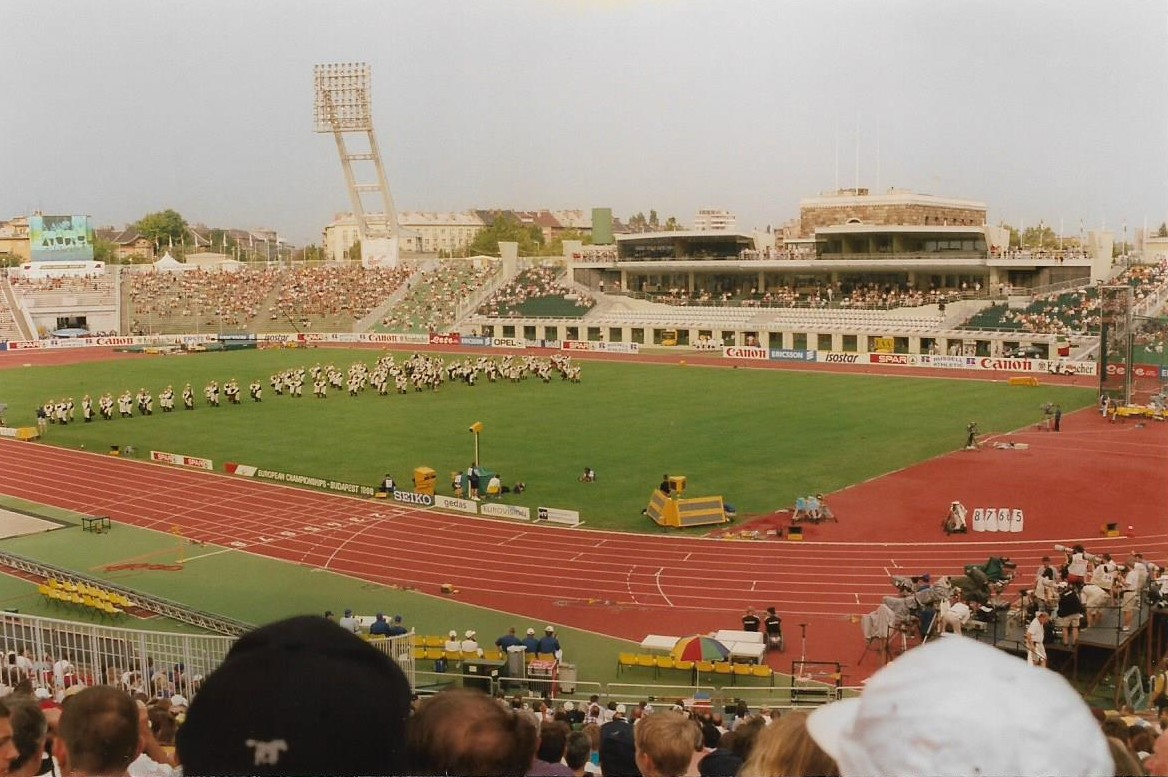
Das Népstadion von Budapest im Jahr 1998

Der 10.000-Meter-Lauf der Männer bei den Leichtathletik-Europameisterschaften 1998 wurde am 18. August 1998 im Népstadion der ungarischen Hauptstadt Budapest ausgetragen.
Mit Silber und Bronze errangen die deutschen Langstreckenläufer in diesem Wettbewerb zwei Medaillen. Europameister wurde der Portugiese António Pinto. Den zweiten Rang belegte Dieter Baumann, der jeweils über 5000 Meter 1992 Olympiasieger und 1994 Europameister geworden war. Wie bereits 1994 errang Stéphane Franke die Bronzemedaille.

## Bestehende Rekorde
| Weltrekord           | 26:22,75 min | Haile Gebrselassie | Hengelo, Niederlande      | 1. Juni 1998    |
| Europarekord         | 27:13,81 min | Fernando Mamede    | Stockholm, Schweden       | 2. Juni 1984    |
| Meisterschaftsrekord | 27:30,99 min | Martti Vainio      | EM Prag, Tschechoslowakei | 29. August 1978 |

Der bereits seit 1978 bestehende EM-Rekord blieb auch bei diesen Europameisterschaften unangetastet. Mit seiner Siegerzeit von 27:48,62 min verfehlte der portugiesische Europameister António Pinto den Rekord um 17,63 s. Zum Europarekord fehlten ihm 34,81 s, zum Weltrekord 1:25,87 min.

## Durchführung
Wie auf der längsten Bahndistanz üblich gab es keine Vorrunde, alle 21 Teilnehmer starteten in einem gemeinsamen Finale.

## Legende
| DNF | Wettkampf nicht beendet (did not finish) |

## Resultat
18. August 1998
| Platz | Name                   | Nation         | Zeit (min) |
| ----- | ---------------------- | -------------- | ---------- |
| 1     | António Pinto          | Portugal       | 27:48,62   |
| 2     | Dieter Baumann         | Deutschland    | 27:56,75   |
| 3     | Stéphane Franke        | Deutschland    | 27:59,90   |
| 4     | Jon Brown              | Großbritannien | 28:02,33   |
| 5     | Bruno Toledo           | Spanien        | 28:15,17   |
| 6     | Enrique Molina         | Spanien        | 28:19,54   |
| 7     | Rachid Berradi         | Italien        | 28:22,32   |
| 8     | Kamiel Maase           | Niederlande    | 28:26,37   |
| 9     | Carsten Jørgensen      | Dänemark       | 28:31,44   |
| 10    | Róbert Štefko          | Slowakei       | 28:31,59   |
| 11    | Keith Cullen           | Großbritannien | 28:34,34   |
| 12    | Simone Zanon           | Italien        | 28:43,23   |
| 13    | Metin Sazak            | Türkei         | 28:48,66   |
| 14    | Paulo Guerra           | Portugal       | 28:52,66   |
| 15    | Mickaël Thomas         | Frankreich     | 29:01,96   |
| 16    | Zoltán Káldy           | Ungarn         | 29:09,63   |
| 17    | Stéphane Schweickhardt | Schweiz        | 29:18,42   |
| 18    | Claes Nyberg           | Schweden       | 29:28,88   |
| 19    | Viktor Röthlin         | Schweiz        | 29:37,52   |
| DNF   | Julio Rey              | Spanien        |            |
| DNF   | Jan Pešava             | Tschechien     |            |

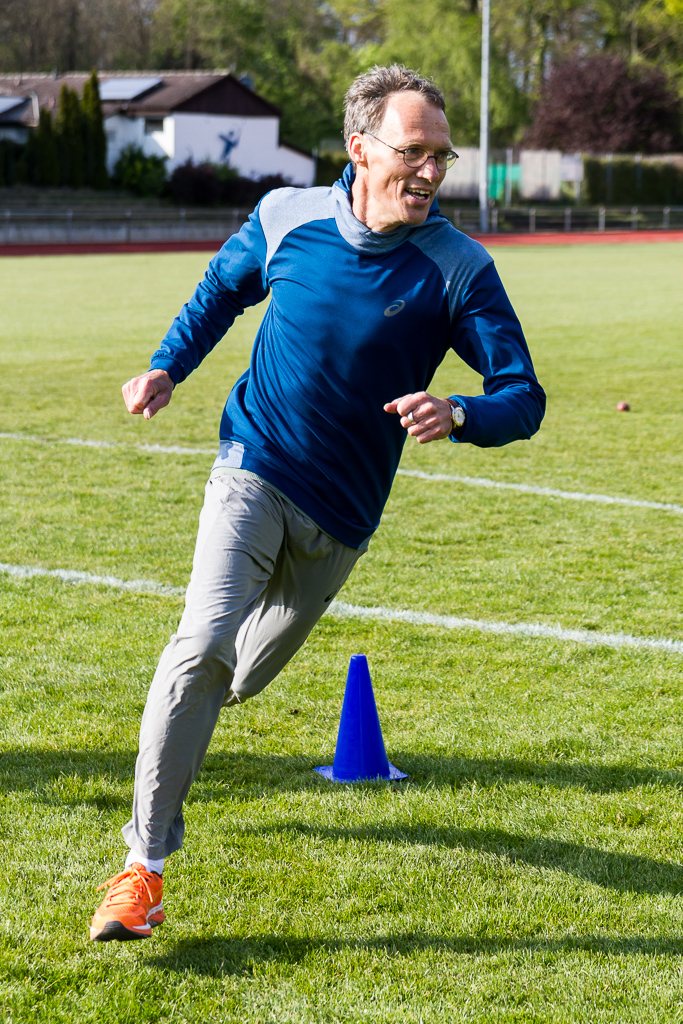
Erstmals angetreten über 10.000 Meter wurde Dieter Baumann Vizeeuropameister – diesen Erfolg wiederholte er 2002 nach Ablauf seiner Dopingsperre[3] noch einmal
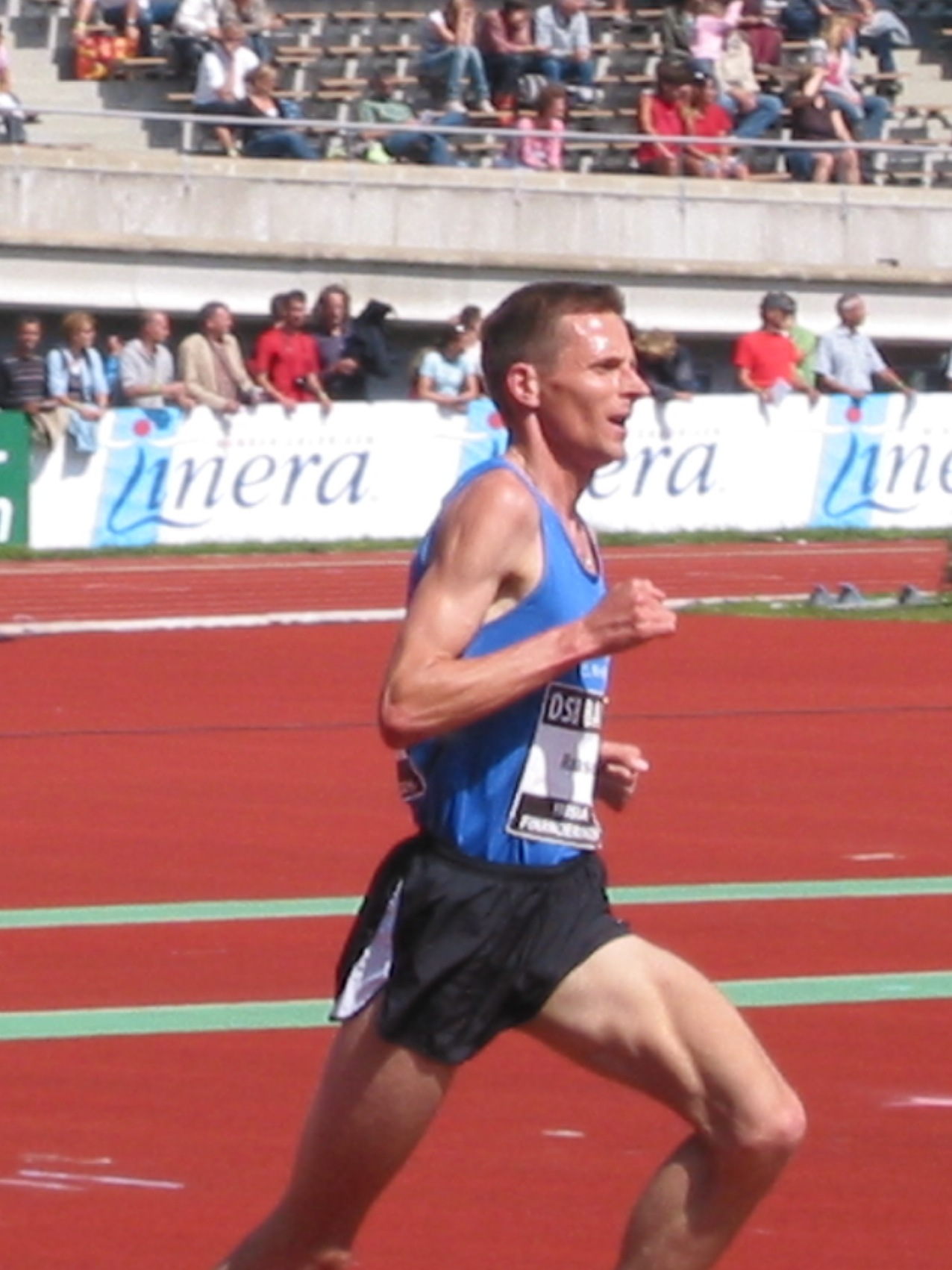
Kamiel Maase belegte Rang acht
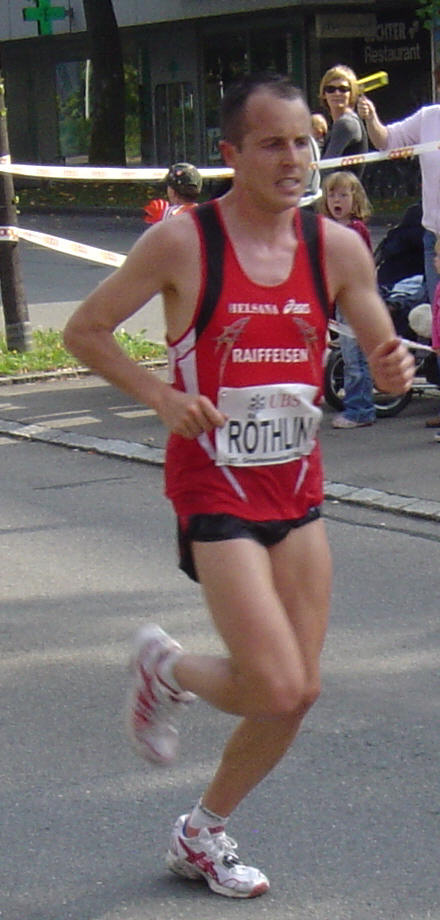
Viktor Röthlin kam auf den neunzehnten Platz – seinen größten Erfolg feierte er 2010 als Europameister im Marathonlauf

## Videolink
- European Champs 10,000m final - Budapest 1998, youtube.com, abgerufen am 6. Januar 2023